# Glenea beccarii
Glenea beccarii là một loài bọ cánh cứng trong họ Cerambycidae.